# Megalopus riolaceo-fasciatus
Megalopus riolaceo-fasciatus is een keversoort uit de familie halstandhaantjes (Megalopodidae). De wetenschappelijke naam van de soort werd in 1888 gepubliceerd door Martin Jacoby.